# ميرنا شلفون
ميرنا شلفون  (28 نوفمبر 1978- )؛ ممثلة سورية.

## حياتها ومشوارها المهني
دخلت مجال الفن صدفة عندما كانت تذهب إلى كواليس تصوير المسرحيات والمسلسلات برفقة أختها الماكيرية مارلين حيث تعرفت على الممثلين والمخرجين شاركت بعدها في مسلسل التغريبة الفلسطينية عام 2004 مع المخرج حاتم علي، لتشارك بعد ذلك بعام 2006 بأربع مسلسلات (وشاء الهوى، انتقام الوردة، صدى الروح، أهل الغرام)، لتتوالى بعد ذلك أعمالها، عرفت بأدورها و بملابسها التي امتازت بالجرأة، والتي أثارت الضجة على مواقع التواصل الاجتماعي موضحة بأنها حتى لو لبست العباءة سيقولون إنها جريئة،
وطوال مسيرتها الفنية لم تقدّم دوراً مبتذلاً، وشخصية «سعاد» التي أدتها في مسلسل «سكر وسط»، كانت من أصعب الشخصيات.

## أعمالها

### في التلفزيون
- (2004): التغريبة الفلسطينية بدور "سلمى السويدي"
- (2006): أهل الغرام 1
- (2006): الوزير وسعادة حرمه ضيفة شرف
- (2006): انتقام الوردة بدور "نهى"
- (2006): صدى الروح
- (2006؛: وشاء الهوى
- (2007): ظل امرأة
- (2007): عقاب 1
- (2007): جنون العصر
- (2007): وصمة عار
- (2007): الليلة الثانية بعد الألف
- (2007): رجل الانقلابات
- (2007): أشياء تشبه الحب بدور "عبير"
- (2008): حارة عالهوا
- (2008) :الحصرم الشامي 2 بدور "جومانة"
- (2008): صراع على الرمال بدور "بدور"
- (2008): فارس بني مروان
- (2009): قلبي معكم بدور "نجوى"
- (2009): قلوب صغيرة
- (2010): أهل الراية 2
- (2010): صبايا 2 بدور "دانة"
- (2010): أبو جانتي 2
- (2011): العشق الحرام بدور "ريم"
- (2011): تعب المشوار بدور "مايا"
- (2012): بنات العيلة
- (2012): سيت كاز
- (2012): حائرات
- (2013): سوبر فاميلي
- (2013): نساء من هذا الزمن بدور "شغف"
- (2013): زنود الست
- (2013): سكر وسط
- (2014): صرخة روح 2
- (2014): خواتم
- (2015): بقعة ضوء 11
- (2015): صرخة روح 3
- (2015): العراب
- (2016): صرخة روح ج4  (خماسية بقايا امرأة) [5]
- (2016): مدرسة الحب ( ثلاثية ريد كاريبت)
- (2016): خاتون
- (2017):الغريب:[6]
- (2017):الخطايا
- (2017):بقعة ضوء 13
- (2017):جيران بدور "آسيا"
- (2018):حدوتة حب (خماسية بقايا امرأة)

## روابط خارجية
- ميرنا شلفون على موقع قاعدة بيانات الأفلام العربية